# Bistum Hwange
Das Bistum Hwange (lat.: Dioecesis Huangensis) ist eine in Simbabwe gelegene römisch-katholische Diözese mit Sitz in Hwange. Es umfasst die Distrikte Hwange, Binga und einen Teil von Lupane (nördlich des Flusses Shabula) in der Provinz Matabeleland North.

## Geschichte
Papst Pius II. gründete mit der Apostolischen Konstitution Ad Christi religionem am 29. Juni 1953 die Apostolische Präfektur Wankie aus Gebietsabtretungen der Apostolische Vikariate Bulawayo und Salisbury. Die Mission wurde der Ordensgemeinschaft Instituto Español de San Francisco Javier para Misiones Extranjeras anvertraut.
Sie wurde am 1. März 1963 mit der Bulle Mirum Ecclesiae zum Bistum erhoben, das dem Erzbistum Salisbury als Suffragandiözese unterstellt wurde. Am  17. Juni 1991 verlor es einen Teil seines Territoriums zugunsten der Errichtung des Bistums Gokwe. Am 10. Juni 1994 wurde es Teil der Kirchenprovinz des Erzbistums Bulawayo.

## Ordinarien

### Apostolische Präfekten von Wankie
- Francesco Font Garcia IEME (1953–1956)
- Dominic Ros Arraiza IEME (19. Oktober 1956–1963)

### Bischof von Wankie
- Ignacio Prieto Vega IEME (1. März 1963–8. April 1988)

### Bischöfe von Hwange
- Ignacio Prieto Vega IEME (8. April 1988–9. Februar 1999)
- Robert Christopher Ndlovu (9. Februar 1999–10. Juni 2004, dann Erzbischof von Harare)
- José Alberto Serrano Antón IEME (5. Dezember 2006–5. Juli 2021)
- Raphael Macebo Mabuza Ncube (seit 5. Juli 2021)

## Statistik
| Jahr | Bevölkerung | Bevölkerung | Bevölkerung | Priester     | Priester         | Priester       | Priester               | Ständige Diakone | Ordensleute  | Ordensleute      | Pfarreien |
| Jahr | Katholiken  | Einwohner   | %           | Gesamtanzahl | Diözesanpriester | Ordenspriester | Katholiken je Priester | Ständige Diakone | Ordensbrüder | Ordensschwestern | Pfarreien |
| ---- | ----------- | ----------- | ----------- | ------------ | ---------------- | -------------- | ---------------------- | ---------------- | ------------ | ---------------- | --------- |
| 1970 | 19.400      | 290.000     | 6,7         | 36           |                  | 36             | 538                    |                  | 36           | 49               | 16        |
| 1980 | 37.588      | 494.000     | 7,6         | 26           | 2                | 24             | 1.445                  |                  | 30           | 38               | 17        |
| 1990 | 60.674      | 878.091     | 6,9         | 36           | 12               | 24             | 1.685                  |                  | 32           | 64               | 24        |
| 2000 | 33.784      | 321.365     | 10,5        | 27           | 12               | 15             | 1.251                  |                  | 21           | 67               | 21        |
| 2006 | 41.118      | 343.265     | 12,0        | 31           | 17               | 14             | 1.326                  |                  | 17           | 81               | 24        |
| 2013 | 43.000      | 381.900     | 11,3        | 31           | 19               | 12             | 1.387                  |                  | 18           | 68               | 23        |
| 2016 | 38.234      | 406.500     | 9,4         | 34           | 21               | 13             | 1.124                  |                  | 16           | 64               | 24        |
| 2021 | 42.638      | 452.350     | 9,4         | 39           | 27               | 12             | 1.093                  |                  | 14           | 68               | 26        |